# Le Christ à la colonne (Antonello de Messine)
Pour l’article homonyme, voir Le Christ à la colonne (Le Caravage).
Le Christ à la colonne est une peinture d'Antonello de Messine, effectuée autour de 1475, montrant un détail de la flagellation du Christ. Le musée du Louvre a acheté l'œuvre en 1992.
La peinture montre l'influence de l'art des Primitifs flamands et vénitiens.
La face du Christ a été un thème souvent utilisé par Antonello : toutefois, en le représentant au milieu de ses douleurs, il réussit, dans ce petit tableau de dévotion, à obtenir un visage émotif qui manque parfois dans ses œuvres similaires.
Comme d'habitude, Antonello a consacré une grande attention au rendu des détails : cheveux, barbe, bouche dans laquelle nous voyons des dents et la langue, et la sueur marquant le visage.
On peut rapprocher cette œuvre de l'Ecce Homo précédent du maître :

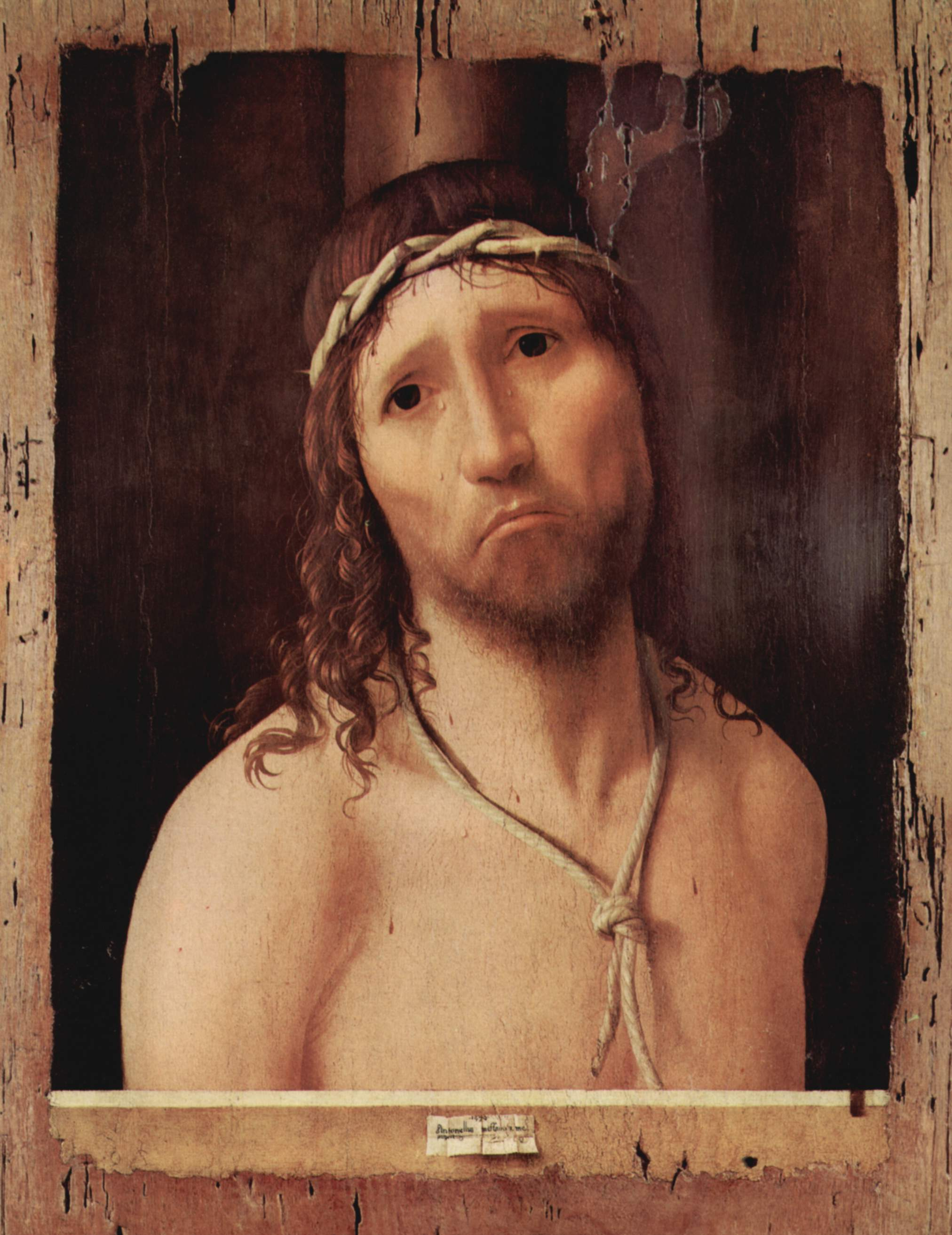
Ecce Homo (1470-1475).